# Chiesa dei Santi Bartolomeo e Andrea (Torcegno)
La chiesa dei Santi Bartolomeo e Andrea è la parrocchiale di Torcegno in Trentino.  Appartiene alla zona pastorale Valsugana - Primiero dell'arcidiocesi di Trento e risale al XIV secolo. Conserva alcune opere artistiche di pregio, come gli ultimi lavori di Franco Chiletto.

## Storia
La prima citazione documentale riferita alla chiesa risale al 1327 ed una seconda, sempre sulla chiesa dei Santi Bartolomeo e Andrea, risale al 1474, quando l'edificio era già esistente da tempo. Dopo la metà del XVI secolo venne arricchito da un affresco dell'Ultima Cena di Lorenzo Naurizio (appartenente alla famiglia Naurizio, molto attiva in quel periodo in Valsugana e nel Primiero).

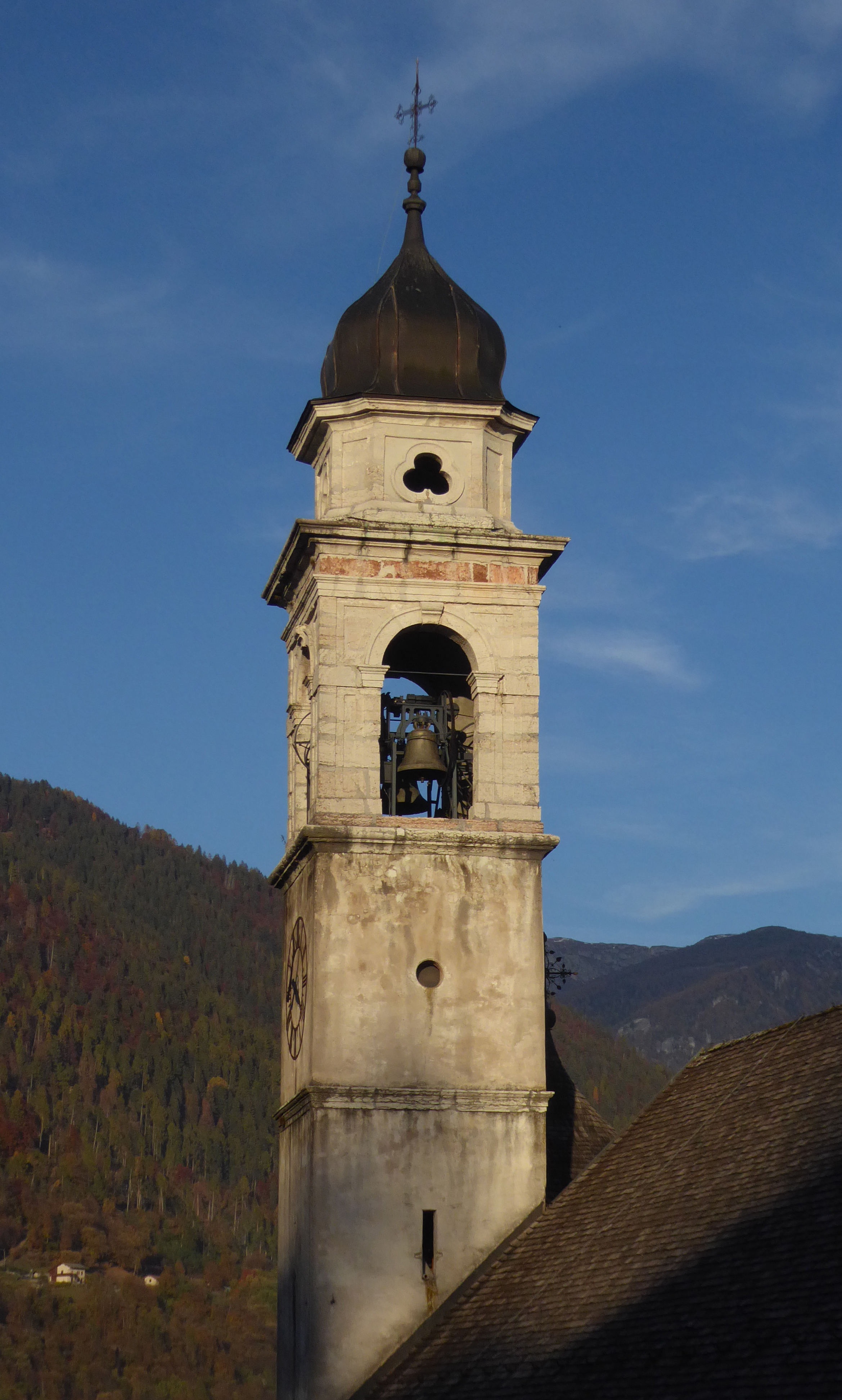
Torre campanaria della chiesa dei Santi Bartolomeo e Andrea

Ottenne dignità parrocchiale dal 1586. Poco prima della metà del XVIII secolo la chiesa venne riedificata ed ampliata e nel 1758 la chiesa fu consacrata con cerimonia solenne dal vescovo di Feltre Andrea Antonio Silverio Minucci. Pochi anni dopo anche la torre campanaria fu oggetto di rifacimenti.
Nel 1786 il territorio entrò a far parte della diocesi di Trento lasciando quella di Feltre.
Verso la fine del XIX secolo fu ripetutamente oggetto di vari restauri, alcuni di questi per riparare i danni prodotti da vari fulmini che colpirono l'edificio. In tali momenti vennero arricchite le decorazioni interne con stucchi, in particolare nel presbiterio.
Durante il XX secolo venne rifatta la copertura del tetto, nel 1943, e vennero decorate altre parti dell'interno, nel 1944. In questi ultimi lavori furono attivi Franco Chiletto e Albino Dal Castagnè.
Gli ultimi interventi riguardarono l'adeguamento liturgico negli anni sessanta e un restauro conservativo ultimato nel 1998 che ha riportato alla luce l'antico raffigurante l'Ultima Cena.